# Riccardo Sineo
Riccardo Sineo, né à Sale, le 29 avril 1805 et mort à Turin le 18 octobre 1876, est un homme politique italien du XIXe siècle, patriote de l'Unité italienne du royaume de Sardaigne. 

## Biographie
Riccardo Sineo participe très jeune aux émeutes estudiantines  de 1821 à Turin et de la révolte de la garnison d´Alexandrie, qui aboutira à l'abdication du roi Victor-Emmanuel. Diplômé en droit à l'université de Turin, il est élu membre du conseil de Turin. En 1848, il est chargé de rédiger une nouvelle loi électorale avec l'aide de Cesare Balbo et Camillo Cavour. Membre du parti "Estrema sinistral" (extrême gauche), il est élu à la Chambre des députés, dans le collège de Sanfront en 16 mars 1858, province de Coni (Italie). Il entre le 17 janvier 1849, dans le gouvernement d'Agostino Chiodo comme ministre de la Justice, et sera sénateur en 1873. 
Franc-maçon, il est membre de la loge "Dante Alighieri" de Turin.